# لینته
لینته (به آلمانی: Linthe) یک شهر در آلمان است که در Brück واقع شده‌است. لینته ۹۶۰ نفر جمعیت دارد.